# 沼津岡宮インターチェンジ
沼津岡宮インターチェンジ（ぬまづおかのみやインターチェンジ）は、静岡県沼津市岡宮にある伊豆縦貫自動車道（東駿河湾環状道路）のインターチェンジであり、同道路の起点である。隣の沼津ICとは至近で、沼津ICは東名高速道路出入口、当ICは下田方面へのハーフインターチェンジであるため、この二つのインターチェンジは機能上、まとめて一つのインターチェンジのような状態になっている。東駿河湾環状道路は無料で通行できるため、料金所は設置されていない。
当ICから沼津市原方面へ延伸し国道1号に接続させるII期計画もある。そのうち、沼津岡宮IC～愛鷹ICまでの2.6 km区間が平成27年度（2015年）に事業化された。

## 接続する道路
- E1 東名高速道路（沼津IC）
- E70 伊豆縦貫自動車道（東駿河湾環状道路）
- 静岡県道405号足高三枚橋線（下田方面出入口）

### 方面
- 東名高速道路⇔静岡県道405号足高三枚橋線 = 沼津ICを利用
- 伊豆縦貫自動車道（東駿河湾環状道路）⇔県道405号 = 当ICを利用

## 歴史
- 1987年（昭和62年）10月2日：岡宮IC（現・沼津岡宮IC） - 玉沢IC（現・三島玉沢IC）間の都市計画決定
- 1989年（平成元年）度：用地買収に着手
- 1990年（平成2年）度：岡宮IC（現・沼津岡宮IC） - 長泉IC間事業化
- 1995年（平成7年）度：着工
- 2009年（平成21年）7月27日：沼津岡宮IC - 三島塚原IC間開通に伴い供用開始

## 周辺
- 静岡県警察東部運転免許センター
- 沼津ぐるめ街道
- 愛鷹広域公園多目的競技場
- 沼津市の観光名所 - 沼津インターチェンジ参照

## IC名の由来
沼津岡宮は沼津市岡宮にあるということを表しており、隣接する沼津インターチェンジと区別している。実際、沼津インターチェンジは岡宮ではなく、足高にある。

## 隣
E1 東名高速道路
(7-2)裾野IC - (8)沼津IC(下記道路と隣接する) - 愛鷹PA - (9)富士IC
E70 伊豆縦貫自動車道（東駿河湾環状道路）
（(8)沼津IC） - (1)沼津岡宮IC - (2)長泉JCT